# 1493 en santé et médecine
| Années de la santé et de la médecine : 1490 - 1491 - 1492 - 1493 - 1494 - 1495 - 1496    |
| Décennies de la santé et de la médecine : 1460 - 1470 - 1480 - 1490 - 1500 - 1510 - 1520 |

Cet article présente les faits marquants de l'année 1493 en santé et médecine.

## Événements
- Juin : la syphilis sévit à Rome et en Italie[1].
- Diego Álvarez Chanca, médecin à la cour de Ferdinand et Isabelle les Catholiques, embarque avec la flotte du deuxième voyage de Christophe Colomb.
- Léonard de Vinci dessine la Copulation, représentation anatomique de l'acte sexuel montrant les canaux qui conduisent la semence, selon les conceptions du temps, depuis le sein de la femme ou le cerveau de l'homme jusque dans les organes génitaux[2].
- Un accord est passé entre les chirurgiens et les barbiers chirurgiens de Londres[3].
- Une léproserie est fondée à Stamford, dans le Lincolnshire, en Angleterre[4], par William Browne (en), Mayor du staple de Calais, qui a déjà fondé, en 1485, un hôpital ou bead-house (« oratoire ») destiné à l'entretien de « douze pauvres vieillards[4] ».
- Fondation du Bellick ou maison des Apôtres, à Maestricht, par Lambrecht van Middelhoven, « destinée à l'entretien de treize bourgeois […] réduits à la pauvreté[5] ».

## Publications
- Collectiones medicinae[6] et De observatione in pestilentia[7], d'Alessandro Benedetti[8] (1452-1512), à Venise.
- Liber chronicarum (« La Chronique de Nuremberg »), du médecin allemand Hartmann Schedel (1440-1514).

## Naissances
- Vers 1493 : Nicolas Monardes (mort en 1588), médecin et botaniste espagnol.
- Vers 1493 : Paracelse (mort en 1541), médecin et alchimiste suisse.

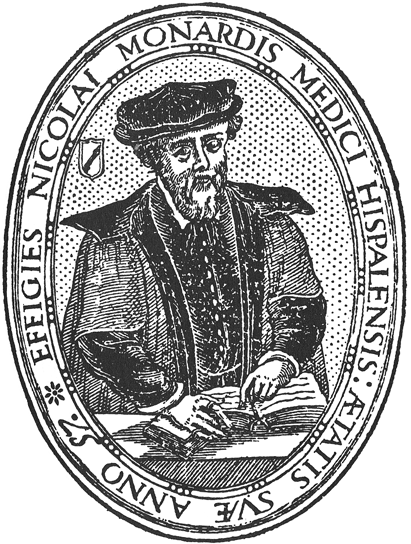
Nicolas Monardes
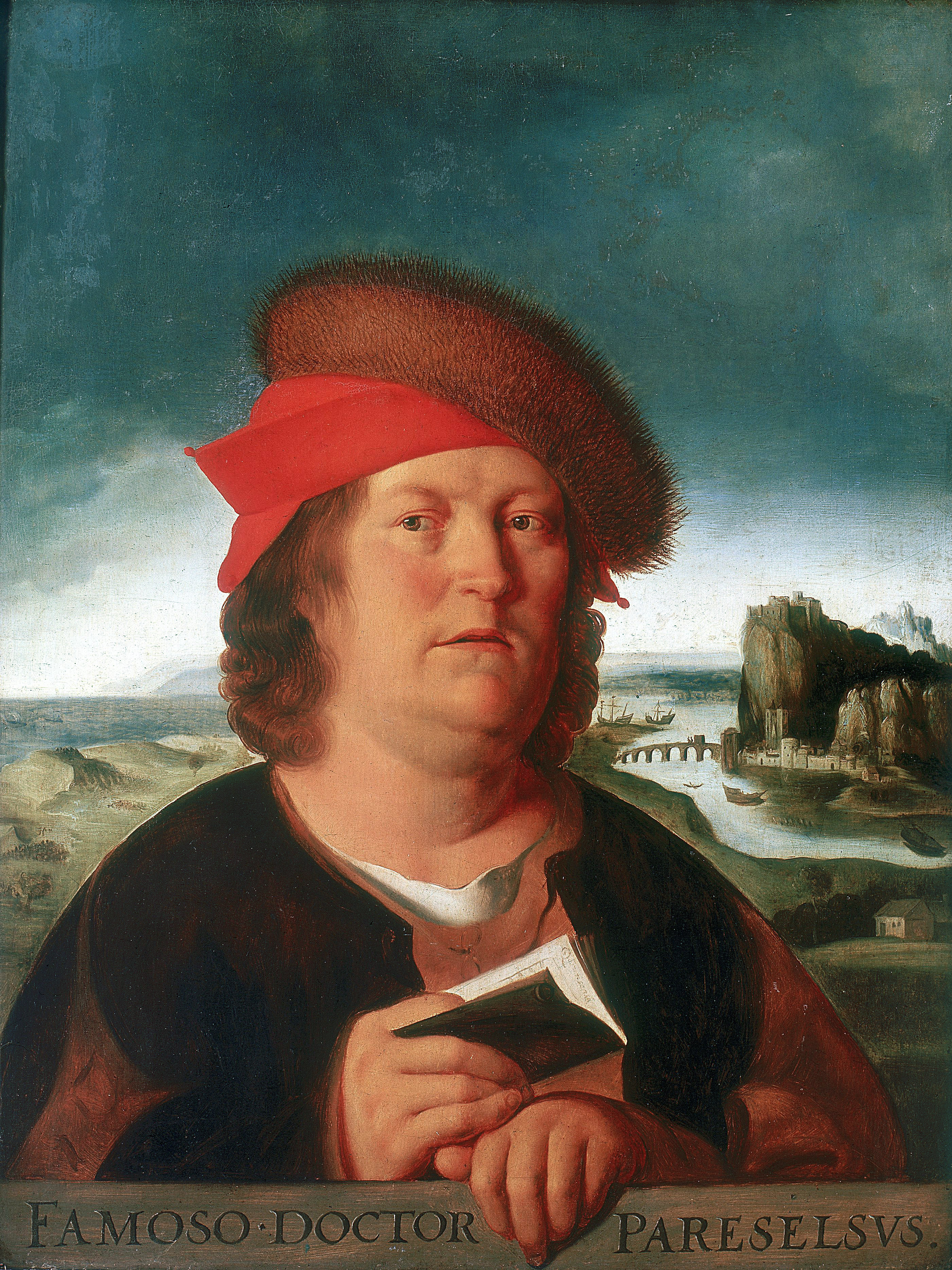
Paracelse

## Décès
- Jean Michel (né à une date inconnue), maître régent à la faculté de médecine de Paris, Premier médecin du roi Charles VIII[9].
- Jérôme Manfredi (né vers 1430), professeur d'astrologie médicale à Bologne, auteur d'une Anothomia, recueil d'abrégés d'auteurs anciens et modernes, publié en 1490[10],[11].
- 1493 au plus tard : Jean Héband (né à une date inconnue), médecin à Lyon[12].